# Хэмилтон, Ральф
Ральф Альберт «Хэм» Хэмилтон (англ. Ralph Albert "Ham" Hamilton; 10 июня 1921, Грандвью, штат Айова, США — 3 июня 1993, Форт-Уэйн, штат Индиана, США) — американский профессиональный баскетболист.

## Ранние годы
Ральф Хэмилтон родился 10 июня 1921 года в городе Грандвью (штат Айова), вырос в городе Форт-Уэйн (штат Индиана), учился там же в Южной средней школе, в которой играл за местную баскетбольную команду.

## Студенческая карьера
В 1947 году закончил Индианский университет в Блумингтоне, где в течение трёх с перерывом лет играл за баскетбольную команду «Индиана Хузерс», в которой провёл успешную карьеру, набрав в итоге почти 1000 очков в 61-й игре (16,4 очка в среднем за игру). При Хэмилтоне «Хузерс» ни разу не выигрывали ни регулярный чемпионат, ни турнир конференции Big Ten, а также ни разу не выходили в плей-офф студенческого чемпионата США.
В 1943 году Хэмилтон установил рекорд команды по количеству очков, набранных в одном матче, забив 31 очко в игре против «Айова Хокайс», который продержался 9 лет. В сезоне 1946/1947 годов Ральф Хэмилтон, будучи капитаном «Хузерс», стал лучшим снайпером команды, за что по его итогам включался в первую сборную всех звёзд и признавался самым ценным игроком конференции Big Ten, а также включался в 1-ю всеамериканскую сборную NCAA. В 1991 году он был включён в баскетбольный Зал Славы Индианы, а в 2007 году — в спортивный Зал Славы Индианского университета.

## Профессиональная карьера
Играл на позиции атакующего защитника и лёгкого форварда. В 1947 году Ральф Хэмилтон заключил договор с командой «Форт-Уэйн Золлнер Пистонс», выступавшей в Национальной баскетбольной лиге (НБЛ) и Баскетбольной ассоциации Америки (БАА). Позже выступал за команды «Индианаполис Джетс» (БАА) и «Канзас-Сити Хай-Спортс» (НПБЛ). Всего в НБЛ, БАА и НПБЛ провёл по одному сезону. 19 декабря 1948 года Хэмилтон вместе с Уолтом Кёрком и Блэки Тауэри был обменян в клуб «Индианаполис Джетс» на Брюса Хейла и Джона Мэнкена. Всего за карьеру в НБЛ Ральф сыграл 49 игр, в которых набрал 387 очков (в среднем 7,9 за игру). Всего за карьеру в БАА Хэмилтон сыграл 48 игр, в которых набрал 289 очков (в среднем 6,0 за игру) и сделал 83 передачи. Помимо этого Ральф Хэмилтон в составе «Золлнер Пистонс» один раз участвовал во Всемирном профессиональном баскетбольном турнире, но без особого успеха.

## Смерть
Во время Второй мировой войны, когда он служил в армии США, ему пришлось на три года прервать свою учёбу в университете (1943—1946). Ральф Хэмилтон скончался в четверг, 3 июня 1993 года, на 72-м году жизни в городе Форт-Уэйн (штат Индиана).

## Статистика

### Статистика в НБА
| Сезон                                                                                    | Команда            | Регулярный сезон | Регулярный сезон | Регулярный сезон | Регулярный сезон | Регулярный сезон | Регулярный сезон | Регулярный сезон | Регулярный сезон | Регулярный сезон | Регулярный сезон | Регулярный сезон | Серия плей-офф | Серия плей-офф | Серия плей-офф | Серия плей-офф | Серия плей-офф | Серия плей-офф | Серия плей-офф | Серия плей-офф | Серия плей-офф | Серия плей-офф | Серия плей-офф |
| Сезон                                                                                    | Команда            | GP               | GS               | MPG              | FG%              | 3P%              | FT%              | RPG              | APG              | SPG              | BPG              | PPG              | GP             | GS             | MPG            | FG%            | 3P%            | FT%            | RPG            | APG            | SPG            | BPG            | PPG            |
| ---------------------------------------------------------------------------------------- | ------------------ | ---------------- | ---------------- | ---------------- | ---------------- | ---------------- | ---------------- | ---------------- | ---------------- | ---------------- | ---------------- | ---------------- | -------------- | -------------- | -------------- | -------------- | -------------- | -------------- | -------------- | -------------- | -------------- | -------------- | -------------- |
| 1948/49                                                                                  | Форт-Уэйн          | 10               |                  |                  | 24,2             |                  | 76,9             |                  | 0,3              |                  |                  | 4,2              | Не участвовал  | Не участвовал  | Не участвовал  | Не участвовал  | Не участвовал  | Не участвовал  | Не участвовал  | Не участвовал  | Не участвовал  | Не участвовал  | Не участвовал  |
| 1948/49                                                                                  | Индианаполис Джетс | 38               |                  |                  | 25,7             |                  | 65,4             |                  | 2,1              |                  |                  | 6,5              | Не участвовал  | Не участвовал  | Не участвовал  | Не участвовал  | Не участвовал  | Не участвовал  | Не участвовал  | Не участвовал  | Не участвовал  | Не участвовал  | Не участвовал  |
|                                                                                          | Всего              | 48               |                  |                  | 25,5             |                  | 67,0             |                  | 1,7              |                  |                  | 6,0              | Не участвовал  | Не участвовал  | Не участвовал  | Не участвовал  | Не участвовал  | Не участвовал  | Не участвовал  | Не участвовал  | Не участвовал  | Не участвовал  | Не участвовал  |
| Наведите курсор мыши на аббревиатуры в заголовке таблицы, чтобы прочесть их расшифровку. |                    |                  |                  |                  |                  |                  |                  |                  |                  |                  |                  |                  |                |                |                |                |                |                |                |                |                |                |                |